# Простая история (фильм, 1999)
«Простая история» (англ. the Straight story) — восьмой полнометражный художественный фильм американского кинорежиссёра Дэвида Линча. Премьера состоялась 21 мая 1999 года на Каннском кинофестивале. Название фильма представляет собой игру слов: слово «straight» с английского переводится как «прямой, простой» (работы Линча известны запутанностью сюжета), а также является фамилией главного героя. Таким образом, название можно перевести и как «История Стрейта».

## Сюжет
Элвин Стрейт, старик, прошедший Вторую мировую войну, живёт в Айове вместе с дочерью Розой, страдающей врождённой заторможенностью. Однажды он узнаёт, что у его родного брата Лайла, живущего за сотни миль в Висконсине, случился инсульт. Пытаясь забыть о десятилетней вражде, Элвин хочет отправиться к нему. Однако он из-за плохого зрения не имеет водительских прав, а автобусы ненавидит, к тому же к месту проживания его брата автобусы не ходят. Поэтому он отправляется в путь на старой газонокосилке John Deere 1966 года, купленной перед поездкой.
В пути Элвин встречается с разными людьми, помогающими ему добраться до брата. В конце концов, после многонедельного путешествия, Элвин встречается с Лайлом.

## В ролях
- Ричард Фарнсуорт — Элвин Стрейт
- Сисси Спейсек — Рози Стрейт
- Джейн Гэллоуэй Хейтц — Дороти, соседка Стрейтов
- Джозеф Карпентер — Бад
- Доналд Вигерт — Зиг
- Дэн Флэннери — доктор Гиббонс
- Дженнифер Эдвардс-Хьюз — Бренда, продавец
- Эд Греннан — Пит
- Джек Уолш — Эппл
- Эверетт Макгилл — работник фирмы John Deere
- Гарри Дин Стэнтон — Лайл

## Производство фильма

Настоящий Элвин Стрейт

### Предыстория
В основу фильма лёг реальный эпизод из жизни Элвина Стрейта: 73-летний Элвин 5 июля 1994 года начал шестинедельное путешествие длиной в 240 миль (390 километров) из Лоренса, штат Айова, к горе Зион, штат Висконсин. Он отправлялся к своему 80-летнему брату, с которым случился инсульт. К путешествию он снарядил бензином, едой, одеждой и туристическим снаряжением 10-футовый (3-метровый) прицеп и с ним отправился в путь на газонокосилке, со скоростью не более 5 миль в час (8 км/ч). В пути он перенёс дожди и несколько аварий. Это путешествие стало объектом публикаций в прессе, в частности в газете «The New York Times». Самому Стрейту не нравилось быть объектом повышенного внимания, поэтому он отказался от участия в программах «Late Show» с Дэвидом Леттерманом и «The Tonight Show» с Джеем Лено. В 1996 году, спустя два года после путешествия, Элвин скончался.

### Подготовка к производству и съёмки
Публикация в «The New York Times» привлекла внимание Мэри Суини, давней помощницы Дэвида Линча. Она отослала статью своему давнему другу Джону Роучу, который быстро заинтересовался этой историей. Они попытались приобрести права на сюжет, однако они уже были проданы. Возможность приобрести их появилась лишь в 1998 году. Тогда они защитили авторские права на себя и приступили к работе над сценарием. Чтобы придать сценарию убедительности, Суини и Роуч прошли по следам Стрейта от Лоренса (Айова) до горы Зион (Висконсин), попутно взяв интервью у людей, общавшихся со Стрейтом во время его путешествия. Также они встретились с детьми Стрейта, которые поначалу были недовольны проектом, так как считали, что фильм может дать неверное представление об их эксцентричном отце. Однако узнав отношение Суини и Роуча к этой истории, они предложили свою поддержку проекту, а также поделились со сценаристами воспоминаниями об Элвине и его фотографиями, чтобы сделать персонажа сценария наиболее походящим на реального Стрейта. Линч, с самого начала работы над сценарием знавший о проекте, им не был заинтересован, однако после прочтения окончательного сценария согласился снимать по нему фильм.
Роль Стрейта предлагалась Джону Хёрту и Грегори Пеку, однако в итоге главную роль исполнил Ричард Фарнсуорт. Для него эта роль оказалась последней: на момент съёмок он был болен раком костей и 6 октября 2000 года застрелился на своём ранчо в Линкольне, штат Нью-Мексико. Изначально Фарнсуорт отказывался от роли, ссылаясь на болезнь, однако Линч убедил его сниматься. Съёмки фильма начались в сентябре 1998 года и велись в строгой сюжетной последовательности, а закончились 19 октября 1998 года.
Бюджет фильма составил приблизительно 10 млн долларов. При этом сборы в США составили 6 197 886 долларов.
Примечательно, что фильм начинается и заканчивается показом звёздного неба, это может послужить отсылкой к другому биографическому фильму Линча — «Человек-слон», который оканчивается показом звёздного неба.

### Премьера
Премьера картины состоялась 21 мая 1999 года на Каннском кинофестивале, где лента номинировалась на Золотую пальмовую ветвь. После успешного показа на фестивале и получения фильмом рейтинга G от MPAA за распространение картины взялась компания «Walt Disney Pictures». Это единственный фильм Линча, получивший от Киноассоциации Америки рейтинг G, означающий, что фильм рекомендован к просмотру всем возрастам.

#### График премьер
Даты приведены в соответствии с данными IMDb
- Франция — 21 мая 1999 (Каннский кинофестиваль)
- США — 3 сентября 1999 (Telluride Film Festival)
- США — 7 октября 1999 (Austin Film Festival)
- США — 11 октября 1999 (Голливуд, Калифорния — премьера)
- Венгрия — 14 октября 1999 (Titanic International Filmpresence Festival)
- США — 15 октября 1999 (ограниченный прокат)

### Выпуск на DVD
Дэвид Линч хотел, чтобы фильм можно было смотреть только целиком, поэтому оригинальный DVD-релиз не содержал деления фильма на сцены, а единственным дополнительным материалом был трейлер к ленте.

## Саундтрек
Музыка к фильму была написана композитором Анджело Бадаламенти, постоянным соавтором Линча. Помимо музыки Бадаламенти в картине используются следующие композиции: The Most Requested Song (написана Middlejohn и Джоном Неффом), Solo Spin Out (написана The Radio Ranch Straight Shooters), Y'Ready (Спейда Кули) и Happy Times (Сидни Файн).
CD с оригинальным саундтреком Анджело Бадаламенти был выпущен 12 октября 1999 года.

Трек-лист
1. «Laurens, Iowa»
2. «Rose’s Theme»
3. «Laurens Walking»
4. «Sprinkler»
5. «Alvin’s Theme»
6. «Final Miles»
7. «Country Waltz»
8. «Rose’s Theme (Variation)»
9. «Country Theme»
10. «Crystal»
11. «Nostalgia»
12. «Farmland Tour»
13. «Montage»

## Критика
На агрегаторе рецензий Rotten Tomatoes картина получила большое число положительных отзывов кинокритиков, а рейтинг «свежести» составил 95 %.
Положительные отзывы получили игра Ричарда Фарнсуорта, Сисси Спейсек, музыка Анджело Бадаламенти, режиссура Линча, что нашло ответ в номинациях на конкурсах. Отмечалось, что фильм снят в нехарактерной манере как для Линча, так и для Walt Disney Pictures. «Сравните это с „Малхолланд Драйв“. Это день и ночь»; «Это не типичный диснеевский фильм. Это не о детях и собаках. Это о пожилых людях» — отозвался кинокритик Роберт Ротен. «Шедевр, гениально, классика… полностью, полностью замечательно» — отозвался журнал Esquire. Издание The New York Times отметило лаконичность и честность игры Фарнсуорта. «Известное нездоровое воображение мистера Линча пересекает новый рубеж для изучения простых добродетелей и природной красоты. Результат: в высшей степени невероятный триумф» — заключила критик Дженет Мэслин из The New York Times.
Джеффри Оверстрит отметил, что герои у Линча всегда имеют недостатки, а злодеи имеют человечные черты, заставляющие поверить в их исправление, и «Простая история» — не исключение: Элвин имеет свои недостатки. Однако в отличие от многих других своих фильмов, Линч сконцентрировал внимание на положительных чертах своих персонажей. «В результате — духовно поднимающий и редкий опыт, кино, которое демонстрирует ценность наслаждения днём накануне того, как он придёт к нам, и призывает нас примиряться с теми, кто могут быть отчуждены от нас».
Роджер Эберт дал фильму 4 звезды из 4, что стало первой положительной рецензией, которую он когда-либо давал фильму Линча. Он написал: «Фильм не только об одиссее старого Элвина Стрейта по сонным городам и сельским районам Среднего Запада, но и о людях, которых он находит».
Однако критик Харви Картен счёл фильм слишком медлительным, многие диалоги банальными, а основной негативной чертой ленты выделил отсутствие какой-либо конфронтации главного героя: ни с окружающими, ни с самим собой.

### Награды
Лента номинировалась на ряд престижных наград, в том числе на «Оскар» в номинации Лучшая мужская роль, а также участвовала в основном конкурсном показе Каннского кинофестиваля. В общей сложности фильм имеет 12 наград и 28 номинаций на различных конкурсах и кинофестивалях.

#### Полный список наград
| Год  | Конкурс                                                | Категория/номинант                                                       | Результат   |
| ---- | ------------------------------------------------------ | ------------------------------------------------------------------------ | ----------- |
| 2000 | Оскар                                                  | Лучшая мужская роль (Ричард Фарнсуорт)                                   | номинирован |
| 2000 | Бодил                                                  | Лучший американский фильм (Дэвид Линч)                                   | победил     |
| 2000 | British Independent Film Awards                        | Лучший иностранный фильм на английском языке                             | победил     |
| 1999 | Camerimage                                             | Золотая лягушка (Фредди Фрэнсис)                                         | номинирован |
| 1999 | Золотая пальмовая ветвь Каннского кинофестиваля        |                                                                          | номинирован |
| 2000 | CFCA Award                                             | Лучший актёр (Ричард Фарнсуорт)                                          | номинирован |
| 2000 | CFCA Award                                             | Лучшая режиссёрская работа (Дэвид Линч)                                  | номинирован |
| 2000 | CFCA Award                                             | Лучший фильм                                                             | номинирован |
| 2000 | Chlotrudis Award                                       | Лучший актёр (Ричард Фарнсуорт)                                          | номинирован |
| 2000 | Chlotrudis Award                                       | Лучшая операторская работа (Фредди Фрэнсис)                              | номинирован |
| 2000 | Chlotrudis Award                                       | Лучшая второплановая актриса (Сисси Спейсек)                             | номинирован |
| 2003 | Cinema Brazil Grand Prize                              | Лучший фильм на иностранном языке                                        | номинирован |
| 2001 | Cinema Writers Circle Awards                           | Лучший иностранный фильм                                                 | победил     |
| 2000 | Золотой шифер Csapnivalo Awards                        | Лучший художественный фильм                                              | номинирован |
| 1999 | European Film Awards                                   | Screen International Award (Дэвид Линч, США)                             | победил     |
| 2001 | Fotogramas de Plata                                    | Лучший иностранный фильм (Дэвид Линч)                                    | победил     |
| 1999 | Премия жюри Ft. Lauderdale International Film Festival | Лучший актёр (Ричард Фарнсуорт)                                          | победил     |
| 2000 | Золотой глобус                                         | Лучшая оригинальная музыка для фильма (Анджело Бадаламенти)              | номинирован |
| 2000 | Золотой глобус                                         | Лучшая мужская роль — драма                                              | номинирован |
| 2000 | Золотой жук                                            | Лучший иностранный фильм (США)                                           | номинирован |
| 2000 | Humanitas Prize                                        | Кинокатегория (Джон Роуч, Мэри Суини)                                    | номинирован |
| 2000 | Независимый дух                                        | Лучшая главная мужская роль (Ричард Фарнсуорт)                           | победил     |
| 2000 | Независимый дух                                        | Лучший режиссёр (Дэвид Линч)                                             | номинирован |
| 2000 | Независимый дух                                        | Лучший художественный фильм (Мэри Суини, Нил Эдельштейн)                 | номинирован |
| 2000 | Независимый дух                                        | Лучший первый сценарий (Джон Роуч, Мэри Суини)                           | номинирован |
| 2000 | Премия Сьерра Las Vegas Film Critics Society Awards    | Лучший актёр (Ричард Фарнсуорт)                                          | номинирован |
| 2000 | Премия Сьерра Las Vegas Film Critics Society Awards    | Лучший оператор (Фредди Фрэнсис)                                         | номинирован |
| 2000 | Премия Сьерра Las Vegas Film Critics Society Awards    | Лучший режиссёр (Дэвид Линч)                                             | номинирован |
| 2000 | Премия Сьерра Las Vegas Film Critics Society Awards    | Лучшая музыка (Анджело Бадаламенти)                                      | номинирован |
| 2000 | Премия Сьерра Las Vegas Film Critics Society Awards    | Лучшая второплановая актриса (Сисси Спейсек)                             | номинирован |
| 2000 | New York Film Critics Circle Awards                    | Лучший актёр (Ричард Фарнсуорт)                                          | победил     |
| 2000 | New York Film Critics Circle Awards                    | Лучший оператор (Фредди Фрэнсис)                                         | победил     |
| 2000 | Online Film Critics Society Award                      | Лучший актёр (Ричард Фарнсуорт)                                          | номинирован |
| 2000 | Online Film Critics Society Award                      | Лучший оператор (Фредди Фрэнсис)                                         | номинирован |
| 2000 | Online Film Critics Society Award                      | Лучшая оригинальная музыка (Анджело Бадаламенти)                         | номинирован |
| 2000 | Robert Festival                                        | Лучший американский фильм (Дэвид Линч (режиссёр))                        | победил     |
| 1999 | San Diego Film Critics Society Awards                  | Лучший режиссёр (Дэвид Линч)                                             | победил     |
| 2001 | Sant Jordi Awards                                      | Лучший иностранный фильм (Дэвид Линч)                                    | победил     |
| 2000 | Золотая награда Satellite Awards                       | Лучшее исполнение роли актёром в кинодраме (Ричард Фарнсуорт)            | номинирован |
| 2000 | Золотая награда Satellite Awards                       | Лучшее исполнение второплановой женской роли в кинодраме (Сисси Спейсек) | номинирован |
| 2000 | Молодой актёр                                          | Лучший семейный фильм — драма                                            | номинирован |